# The Bravados
The Bravados is een Amerikaanse western uit 1958 onder regie van Henry King. Het scenario is gebaseerd op de gelijknamige roman uit 1957 van Amerikaanse auteur Frank O'Rourke.

## Verhaal
De vrouw van cowboy Jim Douglass werd verkracht en vermoord door vier mannen, terwijl hij afwezig was. Douglass spoort hen op en vindt hen in een stadje, waar ze achter slot en grendel zitten. Hij botst daar op zijn vroegere geliefde Josefa Velarde. Hij verneemt er dat de moordenaars ook nog voor andere misdaden terechtgesteld zullen worden. De bandieten slagen erin te ontsnappen met de hulp van een medeplichtige en ze nemen de dochter van een plaatselijke zakenman mee als gijzelaar. Jim vertrouwt zijn dochtertje toe aan Josefa. Daarop zet hij de achtervolging in.

## Rolverdeling
| Acteur           | Personage       |
| ---------------- | --------------- |
| Gregory Peck     | Jim Douglass    |
| Joan Collins     | Josefa Velarde  |
| Stephen Boyd     | Bill Zachary    |
| Albert Salmi     | Ed Taylor       |
| Henry Silva      | Lujan           |
| Kathleen Gallant | Emma Steinmetz  |
| Barry Coe        | Tom             |
| George Voskovec  | Gus Steinmetz   |
| Herbert Rudley   | Sheriff Sanchez |
| Lee Van Cleef    | Alfonso Parral  |
| Andrew Duggan    | Pastoor         |
| Ken Scott        | Hulpsheriff     |
| Gene Evans       | John Butler     |